# کرتشمان
کرتشمان (به چکی: Krčmaň) یک منطقهٔ مسکونی در جمهوری چک است که در ناحیه اولومووتس واقع شده‌است.
 کرتشمان ۴٫۹۸ کیلومتر مربع مساحت و ۴۶۷ نفر جمعیت دارد و ۲۲۳ متر بالاتر از سطح دریا واقع شده‌است.